# Fox River Grove
Fox River Grove è un villaggio degli Stati Uniti d'America, situato nello Stato dell'Illinois, diviso tra la contea di McHenry e la contea di Lake.